# Подкожие
Подкожието (подкожна клетъчна тъкан), наричано още хиподерма, е най-долният слой изграден основно от мастна тъкан. Той изолира тялото от студа, смекчава ударите и служи като основен енергиен резерв на организма.